# Acropolitis canigerana
Acropolitis canigerana is een vlinder uit de onderfamilie Tortricinae van de familie bladrollers (Tortricidae). De wetenschappelijke naam van de soort is, als Teras canigerana, voor het eerst geldig gepubliceerd in 1863 door Francis Walker.

## Type
- holotype: "male"
- instituut: BMNH, Londen, Engeland
- typelocatie: Australia